# ایان مک‌کول
ایان مک‌کول (انگلیسی: Ian McColl; ۷ ژوئن ۱۹۲۷ – ۲۵ اکتبر ۲۰۰۸) بازیکن و مربی فوتبال اهل اسکاتلند بود.
از باشگاه‌هایی که در آن بازی کرده‌است می‌توان به باشگاه فوتبال رنجرز اشاره کرد.
وی همچنین در تیم ملی فوتبال اسکاتلند بازی کرده‌است.